# Ляскі (Підкарпатське воєводство)
Ляскі (пол. Laski) — село в Польщі, у гміні Боянув Стальововольського повіту Підкарпатського воєводства.
Населення — 344 особи (2011).
У 1975-1998 роках село належало до Тарнобжезького воєводства.

## Демографія
Демографічна структура станом на 31 березня 2011 року:
|          | Загалом | Допрацездатний вік | Працездатний вік | Постпрацездатний вік |
| -------- | ------- | ------------------ | ---------------- | -------------------- |
| Чоловіки | 174     | 49                 | 106              | 19                   |
| Жінки    | 170     | 39                 | 93               | 38                   |
| Разом    | 344     | 88                 | 199              | 57                   |